# 키이우 TV타워
키이우 TV타워(우크라이나어: Телевізійна вежа)는 우크라이나 키이우에 위치하고 있는 방송탑이다.
이 탑은 일반 시민의 출입이 금지되어 있으며, 우크라이나에서 가장 높은 구조물이고, 일반 시민의 출입이 금지되어 있는 탑 중에서 가장 높다.
2022년 3월 1일 키이우 TV타워가 폭격당했지만, 무너지지는 않았다.